# Locarn
Locarn település Franciaországban, Côtes-d’Armor megyében. Lakosainak száma 421 fő (2022. január 1.). Locarn Carnoët, Duault, Kergrist-Moëlou, Maël-Carhaix, Saint-Nicodème, Saint-Servais és Trébrivan községekkel határos.

## Népesség
A település népességének változása:
| Lakosok száma | 860  | 575  | 525  | 511  | 422  | 403  | 407  | 410  | 410  | 421  |
|               | 1968 | 1982 | 1990 | 2006 | 2013 | 2015 | 2017 | 2019 | 2020 | 2022 |